# 泥南镇
泥南镇，是中华人民共和国四川省宜宾市叙州区曾经下辖的一个镇。2019年8月，撤销泥南镇，将其所属行政区域划归蕨溪镇管辖。

## 行政区划
泥南镇撤销前下辖以下地区：
泥南社区、北江村、红光村、合力村、丛树村、牛心村、火箭社区村、坪桥村、平安村、灵芝村、杨家村和施家村。